# 延庆寺 (宁波)
延庆寺是中华人民共和国浙江省宁波市一座佛寺。寺院位于海曙区灵桥路延庆巷1号，始建于后周广顺三年（953年），目前建筑为清代所建。1961年列入宁波市文物保护单位。

## 历史
延庆寺始建于后周广顺三年（953年），时名报恩院。北宋大中祥符三年（1070年）改名延庆寺，并由天台宗十七祖四明知礼担任住持，成为天台宗重要的道场，时称“台宗五山之第二”。明末“南湖诗社”曾在此聚集，黄宗羲也曾在此设“证人讲会”。寺院历经兴废，1998年与附近的观宗寺合并，成为延庆观宗讲寺并恢复宗教活动。